# Шикачик білочеревий
Шика́чик білочеревий (Ceblepyris pectoralis) — вид горобцеподібних птахів родини личинкоїдових (Campephagidae). Мешкає в Африці на південь від Сахари. Утворює надвид з сірим шикачиком.

## Поширення і екологія
Білочереві шикачики поширені від Сенегалу до західного Судану, Ефіопії та Уганди, а також від Руанди до Анголи, Південно-Африканської Республіки та Есватіні. Вони живуть в саванах і сухих тропічних лісах.